# Nieuw-Zeelandse sidderrog
De Nieuw-Zeelandse sidderrog (Tetronarce fairchildi) is een vissensoort uit de familie van de sidderroggen (Torpedinidae). De wetenschappelijke naam van de soort is voor het eerst geldig gepubliceerd in 1872 door Hutton.